# Brunswick Centre
Il Brunswick Centre è un centro residenziale e commerciale classificato di grado II a Bloomsbury, Camden, Londra, situato tra Brunswick Square e Russell Square.

## Pianificazione e design

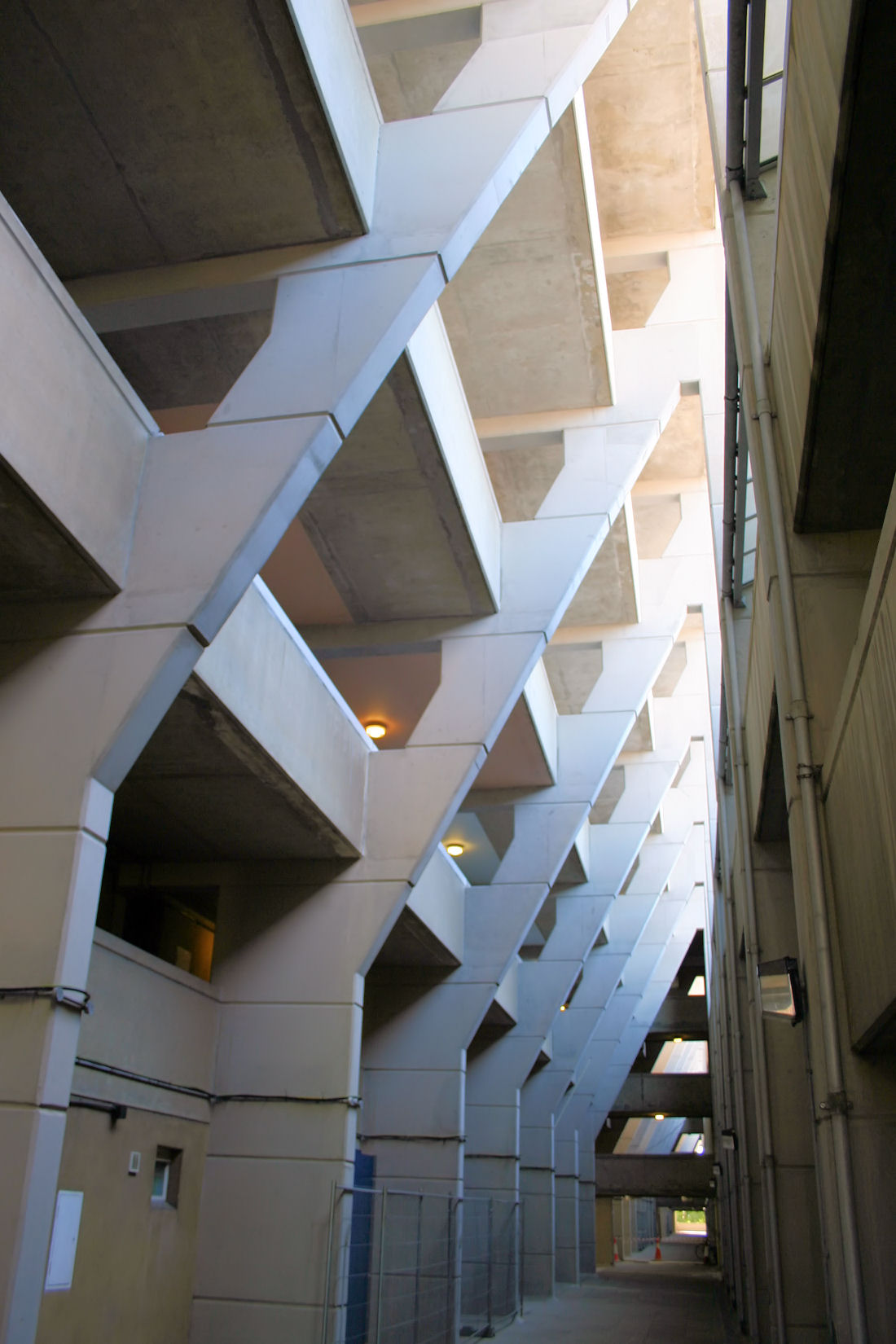
Vista al secondo piano della struttura interna in cemento

Il centro sostituì le strade delle case a schiera in rovina di epoca georgiana. Venne progettato da Patrick Hodgkinson a metà degli anni 1960, sulla base degli studi di Leslie Martin. Inizialmente fu progettato come sviluppo privato in un momento in cui lo sviluppo a uso misto nel Regno Unito era raro. La costruzione iniziò nel 1967 e fu completata nel 1972, sebbene l'edificio fosse in qualche modo al di sotto delle dimensioni previste. Il piano originale si estendeva fino a Euston Road ma il Ministero della Difesa non era disposto a lasciare il sito di un edificio che aveva affittato ad uso del Territorial Army (e che ancora oggi si trova accanto al Centro).
Non essendo riuscito ad attrarre un numero sufficiente di acquirenti privati in tempo utile, la sezione residenziale venne affittata al London Borough of Camden per essere utilizzata come edilizia popolare, mentre lo sviluppatore mantenne la proprietà della struttura e delle aree commerciali. L'esterno dell'edificio non fu mai dipinto perché il Comune non poteva permettersi di completare i lavori sull'edificio dopo averne preso il controllo. Nel progetto di Hodgkinson, i blocchi sarebbero stati dipinti color crema, una tonalità tipica del periodo georgiano, come omaggio alle case a schiera che in precedenza sorgevano sul sito e a quelle che ancora lo circondavano.

## XXI secolo

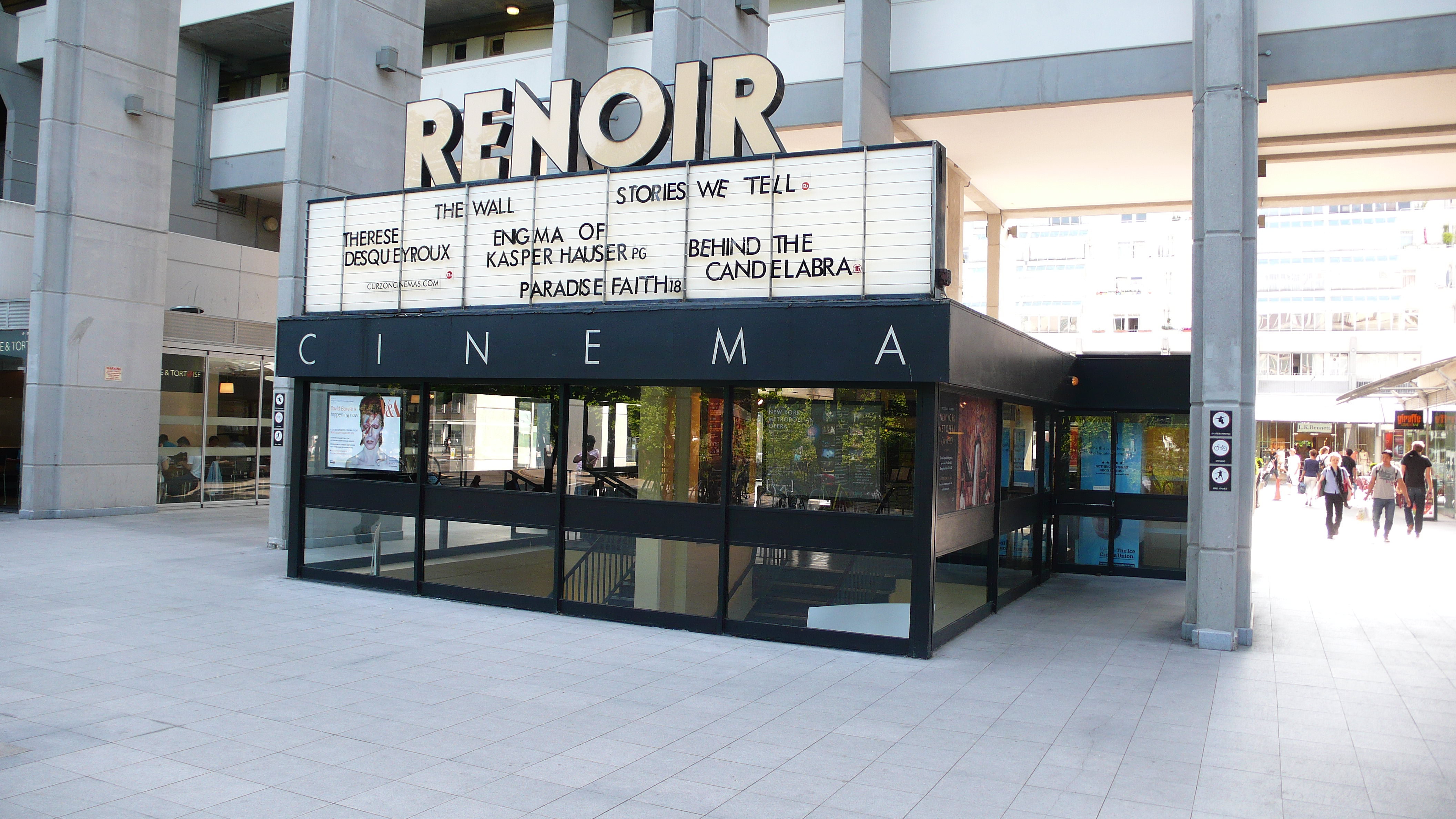
Il cinema Renoir

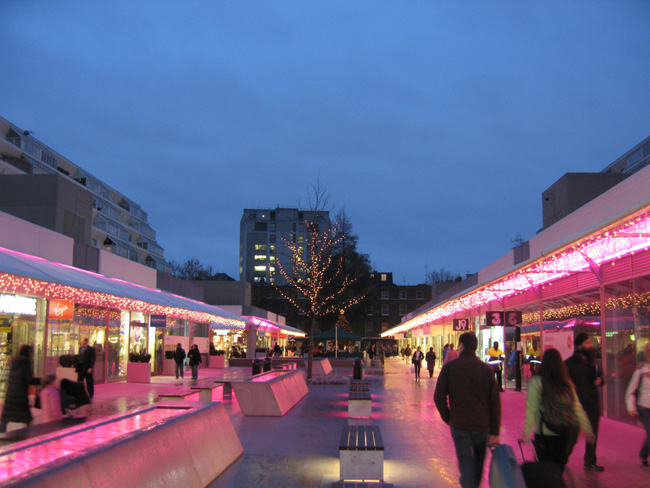
Galleria commerciale di The Brunswick nel 2006

Nonostante sia ampiamente antipatico a coloro che non sono in sintonia con l'architettura modernista, è stato inserito nella lista di Grado II del patrimonio nazionale dell'Inghilterra nel 2000. A quell'epoca, tuttavia, molti dei suoi negozi erano vuoti. I piani per la ristrutturazione erano stati ripetutamente bloccati dai comitati dei residenti, ma nel novembre 2002 è iniziato il progetto da 22 milioni di sterline con la pittura degli edifici nel colore originariamente previsto e l'incarico all'artista Susanna Heron di introdurre giochi d'acqua nello spazio centrale. L'opera principale è stata completata alla fine del 2006 con l'apertura di filiali di diverse catene di negozi e ristoranti. La doppia gestione ha però creato problemi, in quanto il proprietario ha ripristinato la struttura, ma il comune è responsabile della manutenzione delle proprietà residenziali, quindi mentre la struttura in cemento è stata ripristinata, le finestre sono rimaste intatte, sminuendo l'estetica complessiva. Nel 2007, il consiglio ha iniziato a lavorare sulla sostituzione delle finestre.
Ora si chiama The Brunswick, il centro contiene 560 appartamenti, vari negozi, caffè e ristoranti, un supermercato Waitrose e un cinema Curzon.

## Apparizioni nella cultura popolare
Il centro viene regolarmente utilizzato come location per film, TV, fotografie e video musicali tra cui Stuff di Alexei Sayle, The Comic Strip, Crime Traveler, Gangster No. 1, il trailer degli skateboarder della BBC e la pubblicità della cavia di Egg Card.
- Jack Nicholson passeggia lungo l'atrio e giù per la scala principale (ora demolita) nel film del 1975 The Passenger.
- Il video musicale di Mansun per "Wide Open Space" è stato girato nel centro.
- Lodger ha scritto una canzone dedicata all'edificio.[11]